# Bos frontalis
Il gayal (Bos frontalis Lambert, 1804), chiamato anche mithun in Birmania, è un grande bovino domestico diffuso in Assam e in Birmania. È la forma domestica del gaur (B. gaurus) e pertanto, in letteratura, esso può essere indicato come una specie a parte (B. frontalis) o come una sottospecie del gaur (B. g. frontalis). La Commissione Internazionale di Nomenclatura Zoologica (International Commission on Zoological Nomenclature, ICZN), tuttavia, preferisce trattarlo come una specie a sé, prediligendo quindi il nome B. frontalis.

## Descrizione
Rispetto al gaur, il gayal presenta dimensioni minori, con una lunghezza testa-tronco di 270–280 cm e un'altezza al garrese di 140–160 cm; i maschi sono più grandi e pesanti delle femmine. Le zampe sono più corte di quelle del gaur, il rilievo dorsale è meno marcato e pertanto anche la corporatura appare più tozza e massiccia. Il cranio è piuttosto corto, la fronte è molto larga e appiattita, le corna sono corte, tozze, a forma di cono, dirette lateralmente e molto sporgenti rispetto alla fronte. La nuca è grossa, muscolosa, mentre sulla gola e sul collo vi è una doppia giogaia assai sviluppata.
Molte di queste caratteristiche sono segni distintivi tipici degli animali domestici, e accanto agli esemplari il cui mantello ha l'abituale colore nero-bruno o nero, troviamo anche forme macchiate o albine. Per lungo tempo non si riuscì a stabilire con esattezza se il gayal si fosse originato dal gaur, se entrambi appartenessero invece a due specie distinte di bovini selvatici, o se il gayal derivasse dall'incrocio tra il gaur e bovini domestici come il banteng o lo zebù: le più recenti indagini molecolari sembrano avvalorare quest'ultima ipotesi. Gli incroci con i gaur selvatici vengono ora compiuti con frequenza crescente e spesso allo scopo di migliorare la razza; in taluni territori sono stati ottenuti anche ibridi tra gayal e zebù, e tali animali domestici hanno dimostrato di possedere buone possibilità di sfruttamento economico.

## Biologia

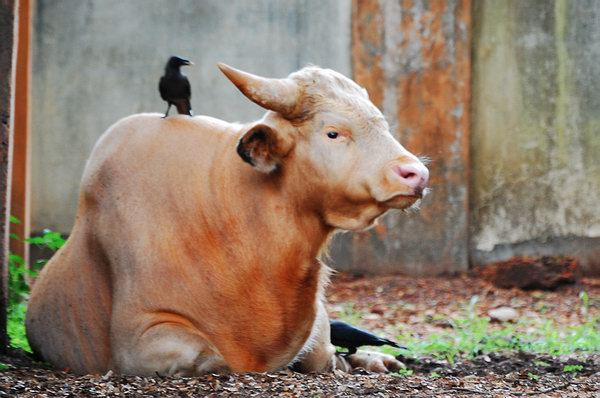
Un esemplare albino.

I gayal non sono docili abbastanza da essere allevati nelle stalle come i buoi domestici. Tuttavia, vivono e pascolano nelle vicinanze dei villaggi, ai quali si avvicinano al calare dell'oscurità per trascorrere la notte. Possono essere attirati fino ai villaggi con delle esche salate, un elemento importante nella dieta di tutti i bovini.
Indizi su come è avvenuta la domesticazione dei gayal si possono ricavare esaminando le abitudini dei loro parenti selvatici, i gaur. Questi sono animali brucatori e pascolatori strettamente dipendenti dall'acqua che prediligono le erbe verdi e altre piante monocotiledoni che crescono nelle radure della foresta. Le tribù di uomini che abitano le colline dell'India nord-orientale e della Birmania sono soliti creare delle radure per fare spazio alle proprie coltivazioni. Le radure così create avranno certamente attirato l'attenzione dei branchi di gaur nelle vicinanze. Inoltre, i villaggi sono spesso situati nei pressi di fonti d'acqua e costituiscono dei luoghi dove trovare protezione dagli attacchi dei predatori (in particolare dalle tigri). Stando così le cose, vengono soddisfatti tutti i requisiti necessari all'auto-domesticazione, la cui fase finale viene raggiunta quando gli animali selvatici perdono pian piano la paura recondita nei confronti dell'uomo.
L'organizzazione sociale e le abitudini riproduttive del gayal sono rimaste invariate rispetto a quelle dei suoi progenitori selvatici. Il richiamo nuziale del maschio di gayal è simile a quello del gaur e si differenzia da quello degli altri bovini: è profondo e risonante come le note di fondo di un organo. Un'ulteriore prova del rapporto di parentela tra i due animali sta nel fatto che le femmine di gayal si accoppiano con i maschi di gaur, comportamento addirittura promosso dagli allevatori allo scopo di migliorare la razza.

## Rapporti con l'uomo
Dal punto di vista economico lo sfruttamento dei gayal è abbastanza limitato: nei lavori dei campi vengono impiegati solamente in alcune regioni dell'Indocina, e il loro latte viene difficilmente utilizzato; hanno invece una certa importanza come produttori di carne. Presso molte tribù dell'India nord-orientale e della Birmania sono sovente offerti in sacrificio alle divinità, mentre i Naga li considerano anche oggetti di scambio e di commercio, cioè come una sorta di «moneta», con cui è possibile acquistare le mogli e pagare le ammende dei reati. Soltanto nelle zone in cui vengono incrociati con i bovini domestici, i gayal presentano le caratteristiche proprie di questi ultimi, e spesso allora la colorazione del loro mantello varia da esemplare a esemplare.
Il gayal è l'animale simbolo dello stato indiano del Nagaland, e compare anche sul suo stemma.